# All Hell’s Breaking Loose Down at Little Kathy Wilson’s Place
All Hell’s Breaking Loose Down at Little Kathy Wilson’s Place – trzeci minialbum brytyjskiej grupy heavymetalowej Wolfsbane wydany w 1990 roku nakładem Def American. Jej producentem był Brendan O’Brien.

## Lista utworów
1. „Steel” – 4:57
2. „Paint the Town Red” – 3:06
3. „Loco” – 3:19
4. „Hey Babe” – 4:42
5. „Totally Nude” – 3:18
6. „Kathy Wilson” – 3:47

## Muzycy
- Blaze Bayley – wokale prowadzące
- Jason Edwards – gitara
- Jeff Hately – gitara basowa
- Steve Ellet – perkusja

## Personel techniczny
- Simon van Zwanenberg – asystent inżyniera
- Steven Sweet – fotograf
- P.G. Brunelli – fotograf
- Simon A. Maxted – grafik